# Aromat

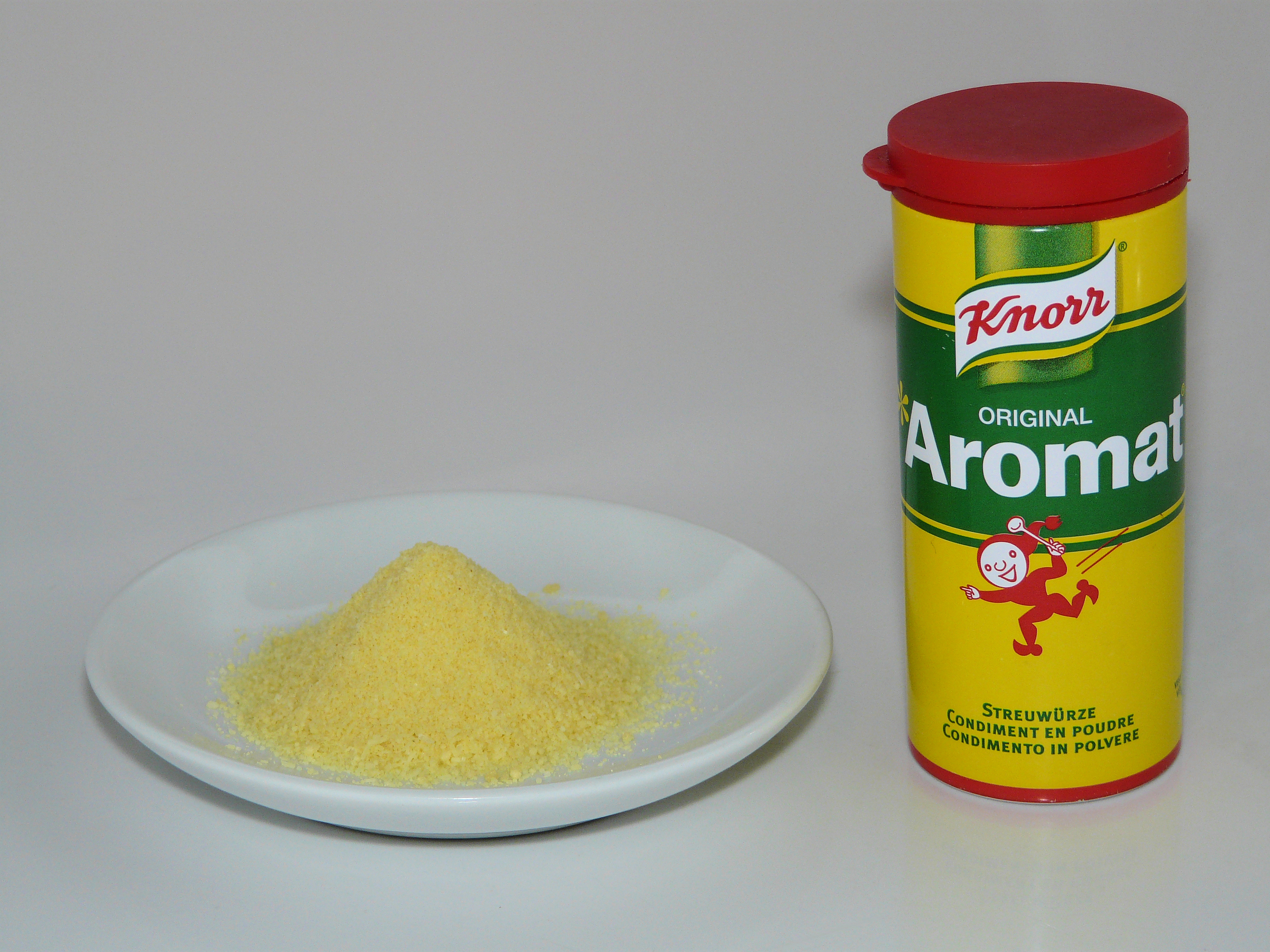
Aromat

Aromat es una marca de un condimento fabricado y comercializado por la empresa alemana Knorr. Suele envasarse en botes de plástico rojo con una etiqueta amarilla llevando el nombre en letras verdes. Se vende principalmente en Europa y Sudáfrica.
Sus ingredientes son: sal, harina de maíz, glutamato monosódico, extracto de levadura, aromas, grasa vegetal parcialmente hidrogenada, agente antiaglutinante (E551), potenciadores de sabor (E631, E627), verduras, especias, hierbas, lecitina de soja y ajo.
El Aromat fue presentado en 1953 como una mezcla para condimentar. Se emplea principalmente en sopas, salsas y carnes. Es popular en Sudáfrica, donde aparece como ingrediente principal en bastantes recetas caseras. Es uno de los sabores más populares de las espirales de patata, junto a otros como el peri peri.